# Aleksandria (muhafaza)

Lokalizacja muhafazy

Flaga muhafazy

Aleksandria (arab. الإسكندرية) – prowincja gubernatorska (muhafaza) w Egipcie na północy kraju, przylega do Morza Śródziemnego. Zajmuje powierzchnię 2300,0 km². Stolicą administracyjną jest Aleksandria. Według spisu powszechnego w listopadzie 2006 roku populacja muhafazy liczyła 4 123 869 mieszkańców, natomiast według szacunków 1 stycznia 2015 roku zamieszkiwało ją 4 812 186 osób.